# Lliga vietnamita de futbol
La lliga vietnamita de futbol, també coneguda com V.League 1 (vietnamita Giải bóng đá vô địch quốc gia, Campionat Nacional de Futbol), o Night Wolf V.League 1 per patrocini, és la competició més important de futbol del Vietnam i és organitzada per la Vietnam Professional Football Joint Stock Company (VPF).

## Història
Abans de la unificació de Vietnam, es disputaren lligues separades a Vietnam del Nord i a Vietnam del Sud. La lliga del Nord va ser formada el 1955, mentre que la lliga del Sud va crear-se el 1960.
Amb la reunificació del país, el 1975, es disputaren diverses lligues regionals: Lliga Hồng Hà al nord, lliga Trường Sơn al centre i lliga Cửu Long al sud. El 1979 el futbol es reestructurà i el 1980 nasqué la primera lliga nacional com a Campionat de Futbol de Tot el Vietnam, amb Tổng Cục Đường Sắt com a primer campió.
La lliga esdevingué professional la temporada 2000-01 i adoptà la denominació V.League. La Vietnam Professional Football (VPF) va ser creada el 2012. Fins aquest any, era organitzada per la Federació de Futbol de Vietnam (VFF).

## Historial
Font:
Campionat Nacional
- 1980:  Tổng Cục Đường Sắt (1) [a]
- 1981-82:  Quân đội (1)
- 1982-83:  Quân đội (2)
- 1984:  Công An Hà Nội (1) [b]
- 1985:  Công nghiệp Hà Nam Ninh (1) [c]
- 1986:  Cảng Sài Gòn (1) [d]
- 1987-88:  Quân đội (3)
- 1989:  Đồng Tháp (1)
- 1990:  Thể Công (4)
- 1991:  Hải Quan (1) [e]
- 1992:  Quảng Nam-Đà Nẵng (1)
- 1993-94:  Cảng Sài Gòn (2)
- 1995:  Công an Hồ Chí Minh (1) [f]
- 1996:  Đồng Tháp (2)
- 1997:  Cảng Sài Gòn (3)
- 1998:  Thể Công (5)
- 1999-00:  Sông Lam Nghệ An (1)

V-League
- 2000-01:  Sông Lam Nghệ An (2)
- 2001-02:  Cảng Sài Gòn (4)
- 2003:  Hoàng Anh Gia Lai (1)
- 2004:  Hoàng Anh Gia Lai (2)
- 2005:  Gạch Đồng Tâm Long An (1)
- 2006:  Gạch Đồng Tâm Long An (2)
- 2007:  Becamex Bình Dương (1)
- 2008:  Becamex Bình Dương (2)
- 2009:  SHB Đà Nẵng (2) [g]
- 2010:  Hà Nội T&T (1)
- 2011:  Sông Lam Nghệ An (3)
- 2012:  SHB Đà Nẵng (3)

V.League 1
- 2013:  Hà Nội T&T (2)
- 2014:  Becamex Bình Dương (3)
- 2015:  Becamex Bình Dương (4)
- 2016:  Hà Nội T&T (3)
- 2017:  Quảng Nam (1)
- 2018:  Hà Nội (4) [h]
- 2019:  Hà Nội (5)
- 2020:  Viettel (6) [i]
- 2021: Abandonat [j]
- 2022:  Hà Nội (6)
- 2023:  Công An Hà Nội (2)